# Postfris gestempeld

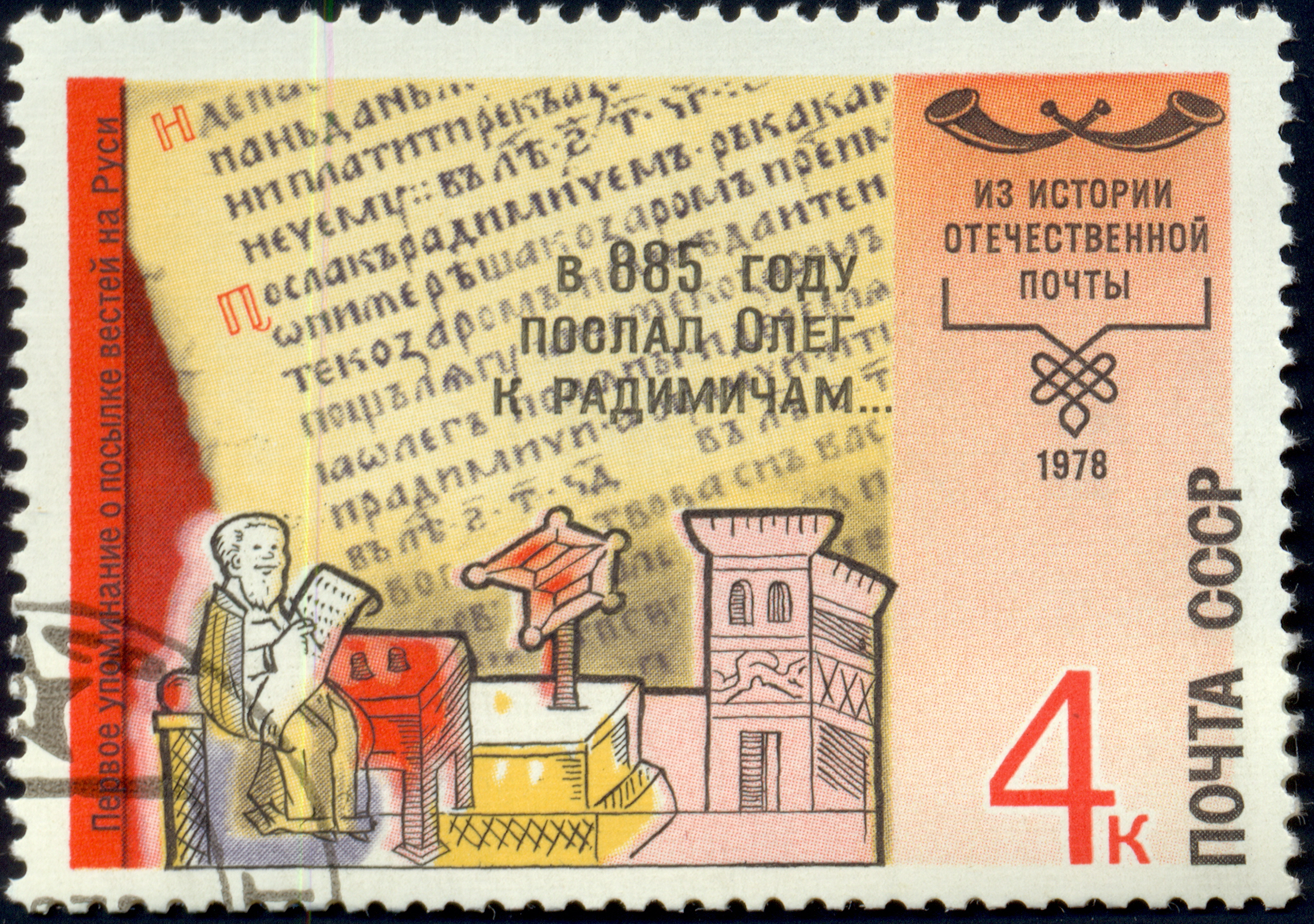
Russische postzegel uit 1978

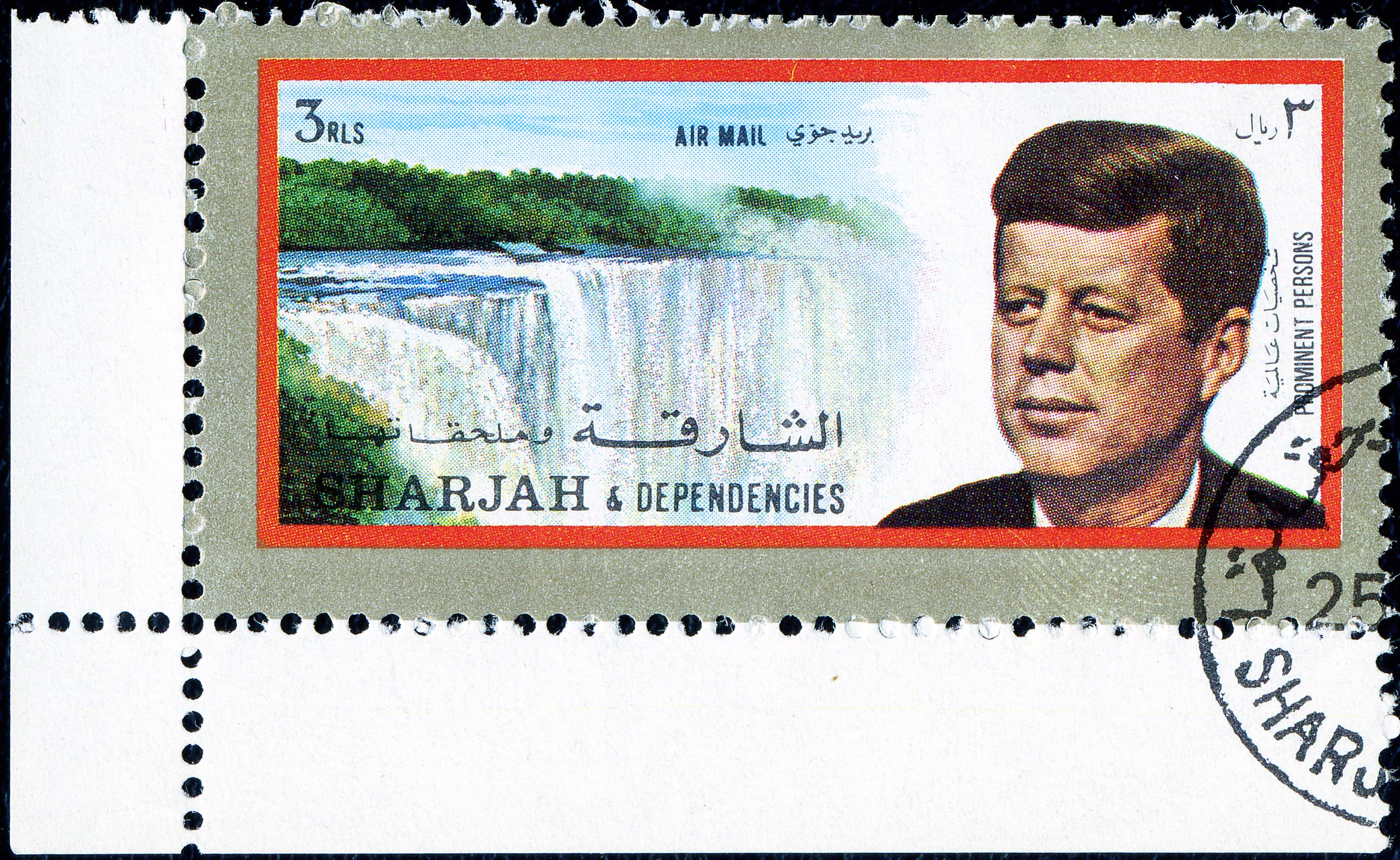
Postzegel van Sharjah

Postfris gestempeld is in de filatelie een cynische aanduiding voor postzegels die weliswaar zijn gestempeld, maar desondanks zijn voorzien van de originele gom op de achterzijde van de zegel. Vaak zijn deze postzegels "netjes" in een hoek gestempeld, zodanig dat een kwart van de ronde afstempeling op één postzegel terechtkomt.
Er zijn nu verschillende mogelijkheden:
- een welwillendheidsafstempeling op het postkantoor (dat wil zeggen: op verzoek van de verzamelaar);
- als betaling voor postale diensten zijn vellen of veldelen met postzegels op het postkantoor afgestempeld; dit gebeurde destijds ook in Nederland;
- restantenafstempeling;
- vellen met (post?)zegels zijn voorzien van een afstempeling naar het buitenland verkocht om deviezen in het laatje te brengen. Verschillende van de voormalige Oostblok-landen en een aantal Arabische emiraten zijn hier berucht om. In dit laatste geval is de kwalificatie "postzegel" twijfelachtig, omdat de zegels nooit een functie hebben gehad in het postaal verkeer. Zie cinderella.